# Vuelo 87 de LAN Chile
El vuelo 87 de LAN Chile fue un vuelo comercial del avión Caravelle N°502 que despegó el 12 de noviembre de 1969 desde el Aeropuerto Internacional El Tepual de Puerto Montt con destino al Aeródromo Los Cerrillos en Santiago. Fue secuestrado en pleno vuelo por dos jóvenes chilenos que pidieron, armados y bajo amenazas, al piloto y su tripulación que desviaran la ruta y los llevaran hacia la isla de Cuba.

## Desarrollo
El contexto del secuestro se sitúa a fines de la década de 1960, donde los controles de seguridad a los pasajeros en los aeropuertos latinoamericanos no eran tan rigurosos ni existían las tecnologías de la actualidad. Los perpetradores, califcados por la prensa de la época como los primeros piratas aéreos en la historia de Chile, fueron identificados como Patricio Dagach, de 15 años de edad, y Pedro José Varas, de 16 años, ambos exmilitantes de las Juventudes Comunistas de Chile (JJ.CC.) que habían renunciado a la organización política previo al hecho delictual. El piloto, una vez que la cabina fue tomada por los secuestradores a mano armada, logró hacer un aterrizaje de emergencia en el aeropuerto Cerro Moreno de Antofagasta, planeando una nueva ruta e informando a las autoridades aeronáuticas sobre una "situación particular" que ocurría en el avión, que los haría hacer una siguiente escala en el aeropuerto de Lima, en Perú, donde según las negociaciones que consiguió la tripulación con los secuestradores, podrían cargar más combustible para poder llegar hasta Cuba y desembarcar al resto de los pasajeros, con el fin de mantenerlos a salvo en tierra y evitar víctimas a futuro. Posteriormente al despegue desde Antofagasta, fue reportada una "falla técnica" por el piloto, lo que los hizo regresar al aeropuerto antofagastino. Los secuestradores lograron ser reducidos durante el regreso por el Comandante de Cabina, Leonidas Medina, junto a su ingeniero de vuelo, Marcelo Cadena, pudiendo volver a tomar el control de la aeronave y pilotearla de regreso a la capital chilena.

## Desenlace
Ya de regreso en Santiago, el avión, que venía escoltado por dos helicópteros pertenecientes al Grupo N°10 de la II Brigada Aérea de la FACH (Agrupación Antisecuestros Aéreos) una vez que se dio aviso a las autoridades del secuestro. Cuando aterrizó la aeronave, la policía hizo ingreso a bordo para tomar el control de la máquina y proceder a la detención de los perpetradores del secuestro, iniciándose un tiroteo en donde uno de los secuestradores fue abatido, resultando herido de gravedad y falleciendo posteriormente de camino al hospital, según el reporte de la época de The New York Times. Adicionalmente, entre las otras víctimas heridas que se contabilizó una tripulante de cabina y dos policías.